# 瀬井哲也
瀬井 哲也（せい てつや）は、日本の映画プロデューサー、エンターテインメント業界コンサルタント。元日本テレビグループ映画会社常務取締役COO、元VAP取締役常務執行役員。

## 経歴
2000年3月、日本テレビ放送網に入社。2015年に日本テレビグループ映画会社の常務取締役COOに就任。BS日テレ監査役、マッドハウス取締役などの要職を歴任した。
2018年6月6日、第37回定時株主総会においてVAPの取締役常務執行役員（営業担当・営業本部長）に就任。
2020年に日本テレビを退社後、エンターテインメント業界の経営コンサルタントとして独立。大手動画配信会社、出版社、海外企業、タレント事務所などのコンサルティング業務を行っている。

## 主な担当作品

### 映画（製作プロデュース・企画協力）

#### 2024年
- 『ミッシング』（𠮷田恵輔監督、ギークピクチュアズ/ワンダーラボラトリー製作） - 企画協力

#### 2023年
- 『パレード』（藤井道人監督、Netflix製作） - 企画協力

#### 2019年
- 『新聞記者』（藤井道人監督、スターサンズ/イオンエンターテイメント製作） - 製作プロデュース - 『宮本から君へ』（真利子哲也監督、スターサンズ製作） - 製作プロデュース - 『火口のふたり』（荒井晴彦監督、ブースタープロジェクト製作） - 製作プロデュース - 『Diner ダイナー』（蜷川実花監督、ワーナー・ブラザース映画製作） - 製作プロデュース - 『ホットギミック ガールミーツボーイ』（山戸結希監督、東映/エイベックス製作） - 製作プロデュース - 『麻雀放浪記2020』（白石和彌監督、東映製作） - 製作プロデュース

#### 2018年
- 『孤狼の血』（白石和彌監督、東映製作） - 製作プロデュース - 『寝ても覚めても』（濱口竜介監督、ビターズ・エンド製作） - 製作プロデュース - 『町田くんの世界』（石井裕也監督、ワーナー・ブラザース映画製作） - 製作プロデュース - 『こどもしょくどう』（日向寺太郎監督、パル企画製作） - 製作プロデュース - 『十二人の死にたい子どもたち』（堤幸彦監督、ワーナー・ブラザース映画製作） - 製作プロデュース

#### 2017年
- 『あゝ、荒野』前後編（岸善幸監督、スターサンズ製作） - 製作プロデュース

### 配給作品（洋画）
※日本国内における配給・宣伝・マーケティングに関与した主な外国映画
- 『ナイブズ・アウト 名探偵と刃の館の秘密』（2019年、ライアン・ジョンソン監督） - 『ジャッキー/ファーストレディ 最後の使命』（2016年、パブロ・ラライン監督） - 『ハクソー・リッジ』（2016年、メル・ギブソン監督） - 『スポットライト 世紀のスクープ』（2015年、トム・マッカーシー監督） - 『デトロイト』（2017年、キャスリン・ビグロー監督） - 『バイス』（2018年、アダム・マッケイ監督） - 『パターソン』（2016年、ジム・ジャームッシュ監督） - 『20センチュリー・ウーマン』（2016年、マイク・ミルズ監督）